# Paiva Muniz
Luís Gonzaga de Paiva Muniz (Macaé, 1 de novembro de 1925 — Rio de Janeiro, 13 de junho de 1993), conhecido apenas como Paiva Muniz, foi um jornalista, economista e político brasileiro que exerceu 2 mandatos como deputado federal pelo estado do Rio de Janeiro.

## Biografia
Filho de Joaquim Muniz de Sousa Neto e Alzira de Paiva Muniz, realizou seus estudos secundários no Instituto Comercial de Campos, ingressando em seguida na Faculdade Nacional de Ciências Econômicas da Universidade do Brasil, sendo também presidente do diretório de sua faculdade e diretor da União Metropolitana dos Estudantes do Rio de Janeiro, sendo diplomado em 1946.
Sua primeira eleição foi em 1954, quando elegeu-se deputado estadual pelo Partido Trabalhista Brasileiro (PTB). Durante seu mandato, defendeu a Petrobras e a Eletrobras, porém deixou a ALERJ em março de 1956 para assumir a presidência do Instituto de Previdência e Assistência dos Servidores do Estado (IPASE), permanecendo até julho de 1958, quando disputou uma vaga na Câmara Federal novamente pelo PTB. Empossado em fevereiro de 1959, afastou-se do mandato para ocupar a Secretaria de Transportes e Comunicações do Rio de Janeiro na gestão de Roberto Silveira. Voltaria à Câmara em 1960 e foi reeleito em 1962, com 37.834 votos.
Escolhido vice-líder da bancada petebista em 1963, Paiva Muniz foi cassado em 10 de abril de 1964 com base no Ato Institucional n.º 1 e exilou-se na Itália, onde permaneceria até 1979. Após a extinção do bipartidarismo, filiou-se ao novo PTB e tornou-se presidente do partido no Rio de Janeiro. Preterido por Ário Teodoro na escolha do vice-governador na chapa de Sandra Cavalcanti para as eleições de 1982, disputou uma cadeira no Senado, ficando na quarta posição com 355.919 votos.
Em 1985, assumiu a presidência nacional do PTB, trabalhando na viabilização da fusão entre seu partido e o PDT, e no ano seguinte disputa as eleições para deputado federal, não conseguindo se eleger (recebeu 11.185 votos).
Em 1988, classificou as vitórias do PT nas eleições municipais como "uma adesão de parte da classe média, de intelectuais e da burguesia" que, segundo Paiva Muniz, mostravam insatisfação e anseios por mudanças durante o processo de redemocratização. Sobre a reunificação entre PTB e PDT, em janeiro de 1989, desmentiu a existência de um acordo para tal atitude visando o apoio à candidatura de Leonel Brizola à presidência da República, anunciando posteriormente o senador paranaense Affonso Camargo Neto como presidenciável e o próprio Paiva Muniz seria o candidato a vice.
Após a eleição presidencial, não voltaria a disputar outra eleição, porém seguiu envolvido com a política ao trabalhar visando uma coligação dos partidos trabalhistas para o pleito de 1994, mantendo contatos com Brizola e outros políticos fluminenses, além de fazer articulações com o governador de São Paulo, Luiz Antônio Fleury Filho (PMDB), com o objetivo de formar alianças partidárias. O ex-deputado, no entanto, não chegou a acompanhá-las, falecendo em 13 de junho de 1993.
Casou-se 2 vezes, com Conceição Sílvia Torelly Muniz e Maria José Tavares Muniz, tendo 2 filhos.